# Kim Song-ae
Kim Song-ae (korejsky 김성애, hanča 金聖愛, narozena jako Kim Song-pal, 29. prosince 1924 Jižní Pchjongan – září 2014? Kanggje) byla severokorejská politička a druhá manželka severokorejského vůdce Kim Ir-sena.

## Životopis
Narodila jako Kim Song-pal 29. prosince 1924 v Jižním Pchjonganu. Svou kariéru zahájila jako administrativní pracovnice na ministerstvu národní obrany, kde se roku 1948 poprvé setkala s Kim Ir-senem. Byla najata, aby pracovala jako asistentka Kim Čong-suk, první manželky Kim Ir-sena. Po její smrti začala spravovat domácnost Kim Ir-sena. Během korejské války se starala o Kim Ir-sena a jeho dceru Kim Kyong-hui. Za Kim Ir-sena se provdala v roce 1952, ačkoli kvůli válce se nekonal žádný formální obřad.
Roku 1951 porodila dceru Kim Kyong-jin, roku 1954 syna Kim Pchjong-ila a o rok později Kim Čong-ila (ač stejného jména, byla to jiná osoba než budoucí státník Kim Čong-il).
Později se začala angažovat v politice. Od poloviny 60. let do poloviny 70. let měla Kim Song-ae údajně v Severní Koreji značný politický vliv, někteří lidé jí označovali za korejskou obdobu čínské političky Ťiang Čching. Roku 1965 se stala místopředsedkyní ÚV Demokratického svazu žen Koreje a roku 1965 dokonce předsedkyní. V prosinci 1972 se stala zástupkyní Nejvyššího lidového shromáždění.
Podle severokorejského básníka a emigranta Jang Jin-sena chtěla Kim Song-ae do pozice nástupce Kim Ir-sena protlačit svého syna Kim Pchjong-ila. Zpočátku byl její syn uznáván politickou elitou Severní Koreje, avšak poté začala být příliš nebezpečnou a tak za nástupce byl vybrán Kim Čong-il. V roce 1976 ztratila pozici předsedkyně Demokratického svazu žen Koreje, což jí zamezilo kontakt s veřejností a odstranilo z veřejného dění. Roku 1981 byli Kim Song-ae a její švagr Kim Yong-ju údajně umístěni na příkaz Kim Čong-ila do domácího vězení.
Roku 1993 jí Kim Čong-il opět dosadil do čela Demokratického svazu žen Koreje, avšak její pozice byla čistě symbolická a fakticky neměla žádný vliv. Roku 1998 byla odstraněna podruhé a od této doby se o ní do světa dostalo jen velmi málo informací.
Kolovaly informace, že zemřela během autonehody v Pekingu v červnu 2001. Další zprávy hovořily o tom, že je stále naživu, avšak ve velmi špatném zdravotním stavu. V roce 2012 zpráva severokorejského přeběhlíka Jang Jin-sena tvrdila, že Kim Song-ae byla na počátku 90. let, ještě před smrtí Kim Ir-sena, prohlášena za duševně nemocnou a od té doby držena v domácím vězení pod dohledem psychiatrů.
Zemřela údajně v září 2014. Tuto zprávu potvrdilo jihokorejské ministerstvo sjednocení roku 2018.

## Dílo
- 1969 – Pojďme se stát ženami revolučními bojovníky nekonečně loajálními ke straně a spolehlivým budovatelům socialismu a komunismu revolucí a dělnickou třídou. Pchjongjang.[9]
- 1970 – O ženském emancipačním hnutí v Koreji. Zpráva na zasedání konaném na počest 25. výročí založení Korejské demokratické unie žen, Pchjongjang[10]